# Сивик-арена
«Сивик-арена» (англ. Civic Arena) — многофункциональный комплекс в Питтсбурге, Пенсильвания (США). Был открыт в 1961 году. Являлся первым в мире стадионом таких размеров с раздвижной крышей. Первоначально арена называлась «Сивик одиториум» (Civic Auditorium). С 1999 года по 1 августа 2010 года носила название «Меллон Арена», по названию фирмы Mellon Financial, которая приобрела права на название. Являлась местом проведения различных спортивных и массовых мероприятий. Домашняя арена команды НХЛ «Питтсбург Пингвинз». Количество мест для зрителей (хоккей) — 17 181. Альтернативное название среди жителей Питтсбурга — «Иглу».
12 мая 2010 года здесь прошёл седьмой матч серии плей-офф НХЛ, «Питтсбург Пингвинз» против «Монреаль Канадиенс» (2:5), ставший последним, проведённым на «Меллон Арене». С октября 2010 домашние матчи «Пингвины» проводят на своей новой арене — «PPG Paints-арена».
Арена принимала такие шоу WWE, как No Way Out 2005.
«Сивик-Арена» была закрыта 26 июня 2010 года, а вскоре истекли и прежние права на наименование арены. Домашней ареной «Пингвинов», а также местом проведения различных мероприятий стал новый Consol Energy Center, теперь PPG Paints-арена, расположенный через улицу.
Снос «Сивик-Арены» был осуществлён в период с сентября 2011 года по март 2012 года.

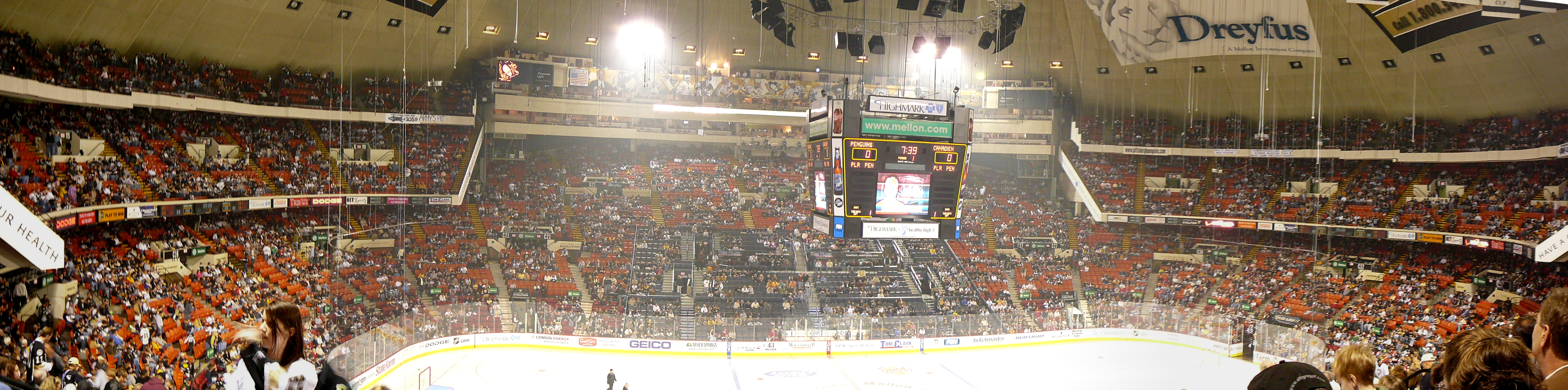
Панорама «Меллон Арены», октябрь, 2007

## Вместимость
Ниже приведены данные по вместительности арены в хоккейной конфигурации в различные годы:
- 10,732 (1961—1967)
- 12,580 (1967—1972)
- 12,866 (1972—1973)
- 13,431 (1973—1974)
- 13,404 (1974—1975)
- 16,402 (1975—1976)
- 16,404 (1976—1977)
- 16,033 (1977—1987)
- 16,168 (1987—1988)
- 16,025 (1988—1990)
- 16,164 (1990—1993)
- 17,537 (1993—1994)
- 17,181 (1994—1997)
- 16,958 (1997—2004)
- 16,940 (2004—2010)